# آخوندک زمینی شاخ‌دار
آخوندک زمینی شاخ‌دار (نام علمی: Yersiniops solitarius) گونه‌ای از آخوندک‌های نیایشگر و بومی ایالات متحده آمریکا است. آنها حدود ۱ اینچ (۲٫۵ سانتیمتر) طول دارند و پاهای عقب بلندی دارند که به آنها در پریدن کمک می‌کند.